# São Vicente Ferreira
São Vicente Ferreira ist eine portugiesische Gemeinde (Freguesia) im Kreis (Município) von Ponta Delgada auf der Azoreninsel São Miguel. In ihr leben 2499 Einwohner (Stand 19. April 2021).